# 老灌河
老灌河（又名淅水、淅川、灌河、汤河），因河流两岸水草丰茂，多颧鸟栖居，又名颧河，是中国长江流域汉水水系的一条河流，汇入丹江。河长254千米，流域面积4231平方千米，多年平均流量40立方米每秒。自然落差1340米。水能理论蕴藏量13万千瓦。 发源于栾川县小庙岭（伏牛山主峰北麓），向西南流至卢氏县五里川镇后转向东南，经朱阳镇关入西峡县境，至槐树洼入淅川县境，经上集镇至马蹬镇注入丹江。

## 相关文学
|                                 | 孤城鬱鬱山四周，外人乍到如纍囚。 半山亭 前淅江水，只可與君消百憂。 江山百年有此客，雲樹六月生涼秋。 世上紅塵爭白日，一丘一壑去來休。 |
| ——《半山亭招仲梁 饮》—金·元好问 | |

|                          | 一旱千里赤，一雨垣屋败。 淅故以江名，暴与众壑合。 初惊沙石卷，稍觉川谷隘。 雷风入先驱，大地供一噫。 千帆鼓前浪，万马接后派…… |
| ——《观淅江涨》—金·元好问 | |